# Lester Crown
Lester Crown (* 7. Juni 1925) ist ein US-amerikanischer Unternehmer.

## Leben
Crown wuchs in einer jüdischen Familie auf; sein Vater war der Unternehmer Henry Crown. Er studierte Chemie an der Northwestern University und an der Harvard University. Seit 1969 ist er Präsident des Unternehmens Henry Crown & Co. Im Unternehmen General Dynamics und im Unternehmen Maytag Corporation war Crown Vorstandsmitglied. 1999 wurde er in die American Academy of Arts and Sciences gewählt.
Nach Angaben des US-amerikanischen Forbes Magazine gehört Crown zu den reichsten US-Amerikanern und ist in The World’s Billionaires 2005 gelistet. Crown ist verheiratet und hat sieben Kinder.